# الپستر، ریو گرند دو سول
الپستر، ریو گرند دو سول (به پرتغالی: Alpestre, Rio Grande do Sul) یک شهرستان در برزیل است که در ریو گرانده جنوبی واقع شده‌است.

## خصوصیات
الپستر ۳۲۸٫۷۴۹ کیلومترمربع مساحت و ۹٬۰۱۷ نفر جمعیت دارد.